# Drniš vára
Drniš vára egy várrom Horvátországban, a Šibenik-Knin megyei Drniš határában.

## Fekvése
A vár romjai Drniš délkeleti szélén, a Čikola völgye fölé emelkedő 334 méteres Gradina nevű magaslaton találhatók.

## Története
A régészeti leletek tanúsága szerint ez a stratégiai fontosságú hely már ősidők óta szolgál emberi menedékhelyül. Középkori része a Nepilićek egykori vára a mai várromok déli részét képezi. Ennek pontos építési ideje nem ismert. A Dalmácia elleni török támadások már 1415-ben megkezdődtek, melyek során Drništ többször felégették és kirabolták. 1522-ben Drniš és a környékbeli várak Knin és Skradin is török kézre került és 1528-ban náhije székhelyeként már a török közigazgatásba is betagozódott. Ebben az időben Drniš kasaba (város) státusszal rendelkezett, és bírósági hivatal központja volt, ahol a naib (kádihelyettes vagy a bírósági kirendeltség vezetője) található, aki a skradini kádi alárendeltje volt. A Čikolán épített hidak közül egy még ma is áll. A vár parancsnoka a dizdar volt, akinek a török alsó parancsnokok voltak alárendelve. A velencei hadak a kandiai háborúban 1664-ben foglalták el a várat, de a török hamarosan visszafoglalta (1670) és végleg csak 1683-ban sikerült elfoglalni. Leonardo Foscolo velencei tábornok a drniši várat nagyrészt lebonttatta, de hamarosan újjáépítették, mert 1715-ben komoly veszélyt jelentett a török inváziója. A török veszély elmúltával a vár jelentősége is csökkent.
A török fenyegetés megszűnésével Drniš fokozatosan letelepült Gradináról. Az első lépés 1786-ban egy "palazzina" és "kvartira" építése volt. Ezeket a létesítményeket még katonai igazgatási célokra építették, de az új Drniš központja a Poljana lett, ahol a mai Drniš leginkább a 19. században fejlődött ki, amikor kialakult mai városképe.

## A vár mai állapota
A Drniška Gradina 334 m tengerszint feletti magasságban található, a régészeti maradványok az őstörténetig nyúlnak vissza, és szinte minden történelmi időszakot képviselnek a 19. század végéig, amikor a vár teljesen elvesztette jelentőségét. A jelenlegi maradványok: délen Nelipićek középkori várának maradványai, míg a központi torony és az északkeleti védőfal a török időkből származik.